# Lechniv
Lechniv (en ukrainien : Лешнів) est un village de l'oblast de Lviv, dans l'ouest de l'Ukraine. 

## Géographie
Lechniv se situe environ à 20 kilomètres de Brody. 

## Histoire
Lechniv a été créé en 1471. De 1918 à 1939, le village faisait partie de la voïvodie de Tarnopol, en Pologne. En 1921, il comptait 1 472 habitants. 